# Otto Rothmayer
Otto Rothmayer (28. února 1892 Královské Vinohrady – 24. září 1966 Praha) byl český architekt, žák a spolupracovník Slovince Jože Plečnika, kterého po jeho návratu do Lublaně nahradil na pozici architekta Pražského hradu. Byl manželem textilní výtvarnice a designérky Boženy Rothmayerové.

## Dětství a studia
Narodil se na Královských Vinohradech u Prahy v rodině truhláře a před 1. světovou válkou zahájil studia na Umělecko-průmyslové škole u Josipa Plečnika, jehož vliv jej poté provázel celý život. Následnou praxi vykonával v atelierech Ladislava Skřivánka, Pavla Janáka a Josefa Gočára, s nímž se podílel například na projektu pavilonu pro výstavu v Lyonu v roce 1920, aby nakonec zakotvil v hradním atelieru, který vedl, na doporučení Mánesa, jeho profesor z ÚMPRUM Plečnik.

## Pražský hrad

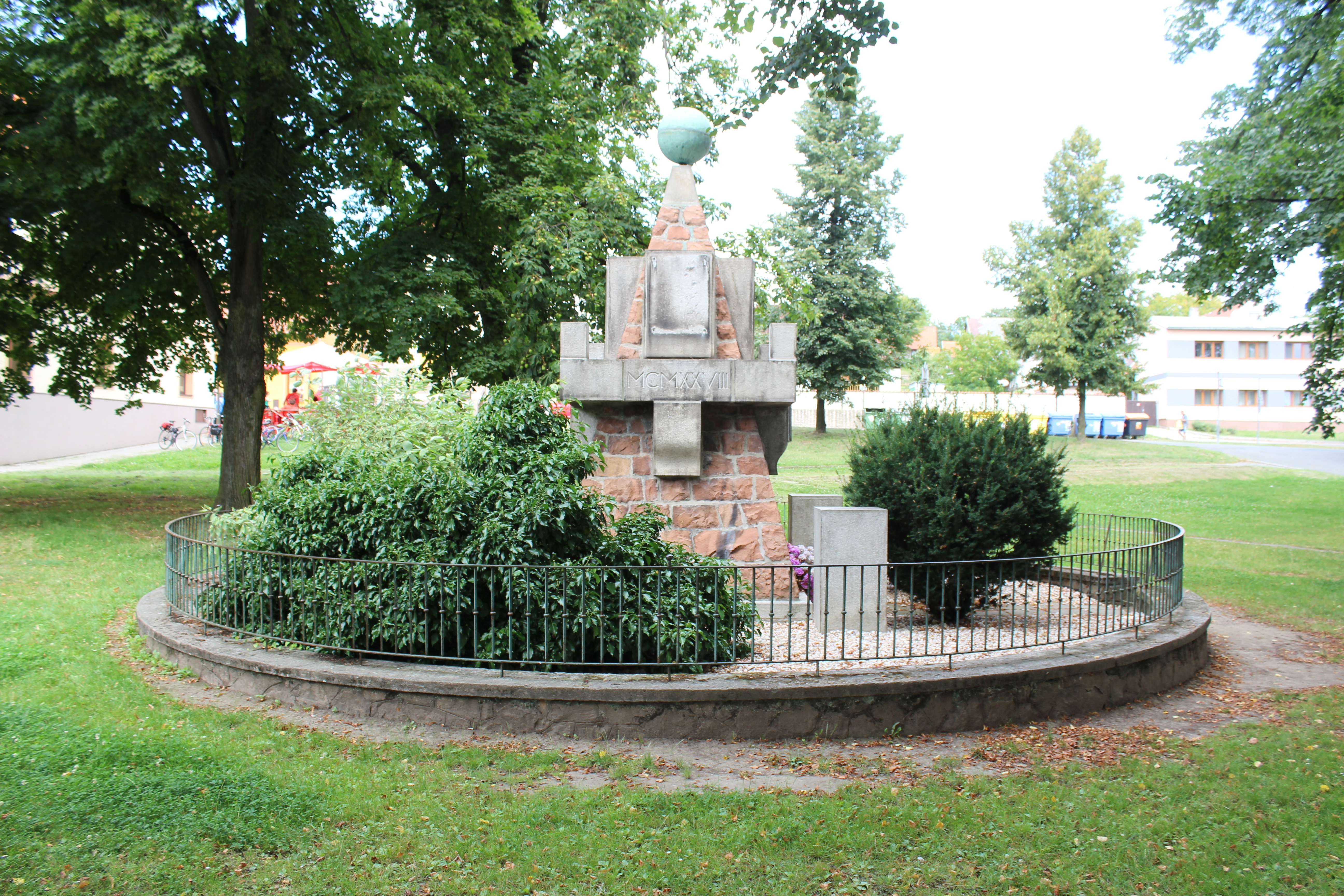
Rothmayerův pomník padlým v Ondřejově z roku 1928.

Po Plečnikově návratu do Lublaně v roce 1921, kde se ujal vedení nově založené školy architektury a pracoval na koncepci rozvoje města, zůstala realizace jeho hradních projektů pouze na Rothmayerovi, který tak činil podle projektů zasílaných Plečnikem ze Slovinska, jako v případě Sloupové síně, Masarykova bytu či projektů hradních nádvoří. Po roce 1930 pracoval již zcela samostatně, například na projektu úprav Tereziánského křídla Starého královského paláce. Po Plečnikově rezignaci na hradní post se stal jeho nástupcem Pavel Janák, který nechal Rothmayera pokračovat v započatých projektech, především schodišťovém sále, navazujícím na Sloupovou síň. Dalšími jeho realizacemi pro prezidentskou kancelář jsou pak pomník padlým v Jelením příkopu, budova lesní správy v Lánské oboře nebo interiérové úpravy Nového královského paláce.
Vytížení prací pro Hrad mu neumožnilo mnoho realizaci jinde, přesto navrhl vlastní vilu ve Střešovicích (se zahradou, která jeho spolupracovníka a přítele Josefa Sudka inspirovala k sérii fotografií Kouzelná zahrádka) a dále například boční oltář pro Plečnikův Kostel Nejsvětějšího srdce Páně na pražských Vinohradech, adaptaci Klárovy vily v Praze a víkendový domek pro sochaře Otakara Hátleho. V Ondřejově navrhl k 10. výročí vzniku ČSR pomník padlým v 1. světové válce, který se řadí k nejhodnotnějším podobným pomníkům v předválečném Československu.

## Po 2. světové válce
V únoru 1947 byl pověřen vedením speciální školy užité architektury na Uměleckoprůmyslové škole, která roku 1946 získala statut školy vysoké. V roce 1950 byla jeho škola zařazena pod katedru architektury prof. Antonína Benše. Vedení školy však těžce neslo jeho individualismus a neochotu podřídit se požadavkům socialistického realismu a proto s ním na počátku roku 1951 rozvázalo pracovní poměr. Stížnosti, které jeho žáci směřovali na ministerstvo školství byly odmítnuty s tím, že jeho postoje, přes nesporné umělecké kvality jeho práce, se neslučují s pozicí profesora státní vysoké školy. Poté se věnoval ve své práci především drobné architektuře a výstavním projektům.
Otto Rothmayer zemřel ve svém domě v Praze 24. září 1966.

## Výstavy
- 2021 Josef Sudek / Otto Rothmayer. Návštěva u pana kouzelníka, Uměleckoprůmyslové museum, Praha, 16. prosinec 2021 – 27. březen 2022, kurátor: Jan Mlčoch[5]